# Gilbert Droz

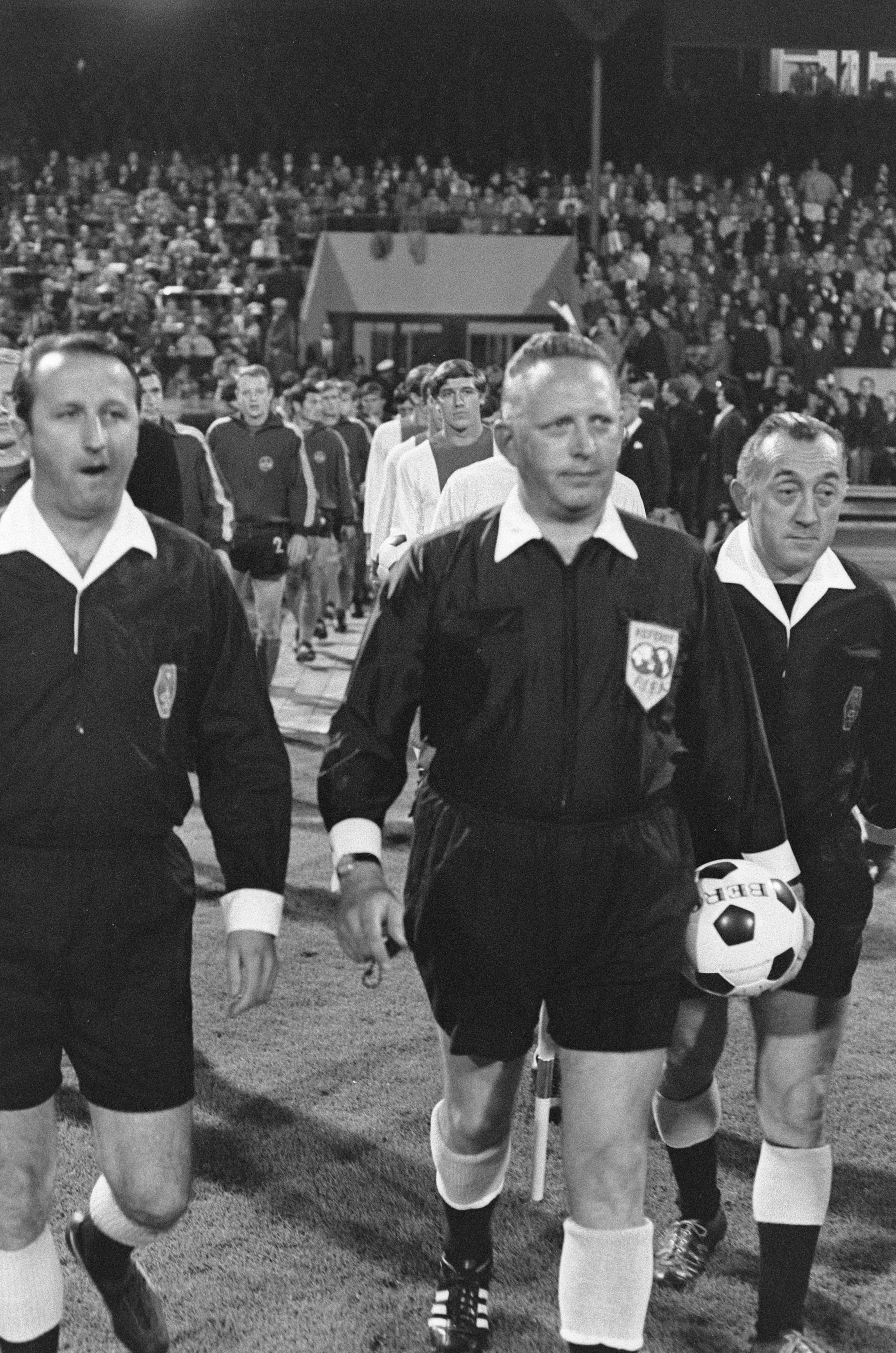
Gilbert Droz (M.) beim Europapokalspiel zwischen dem 1. FC Nürnberg und Ajax Amsterdam (18. September 1968)

Gilbert Édouard Droz (* 14. Februar 1928 in Neuenburg NE; † 25. Mai 1994 in Murten) war ein Schweizer Fussballschiedsrichter.

## Sportlicher Werdegang
Droz leitete in den 1960er und 1970er Jahren Spiele in der Nationalliga A, im Schweizer Cup 1968/69 leitete er das Finalspiel zwischen dem FC St. Gallen und der AC Bellinzona (2:0). Zudem trat er international in Erscheinung und leitete Spiele im Europapokal sowie Länderspiele. Unter anderem leitete er im Oktober 1969 das Qualifikationsspiel der deutschen Nationalmannschaft gegen Schottland für die WM-Endrunde 1970 im Hamburger Volksparkstadion, das mit einem 3:2-Heimsieg endete.